# Alto Valais

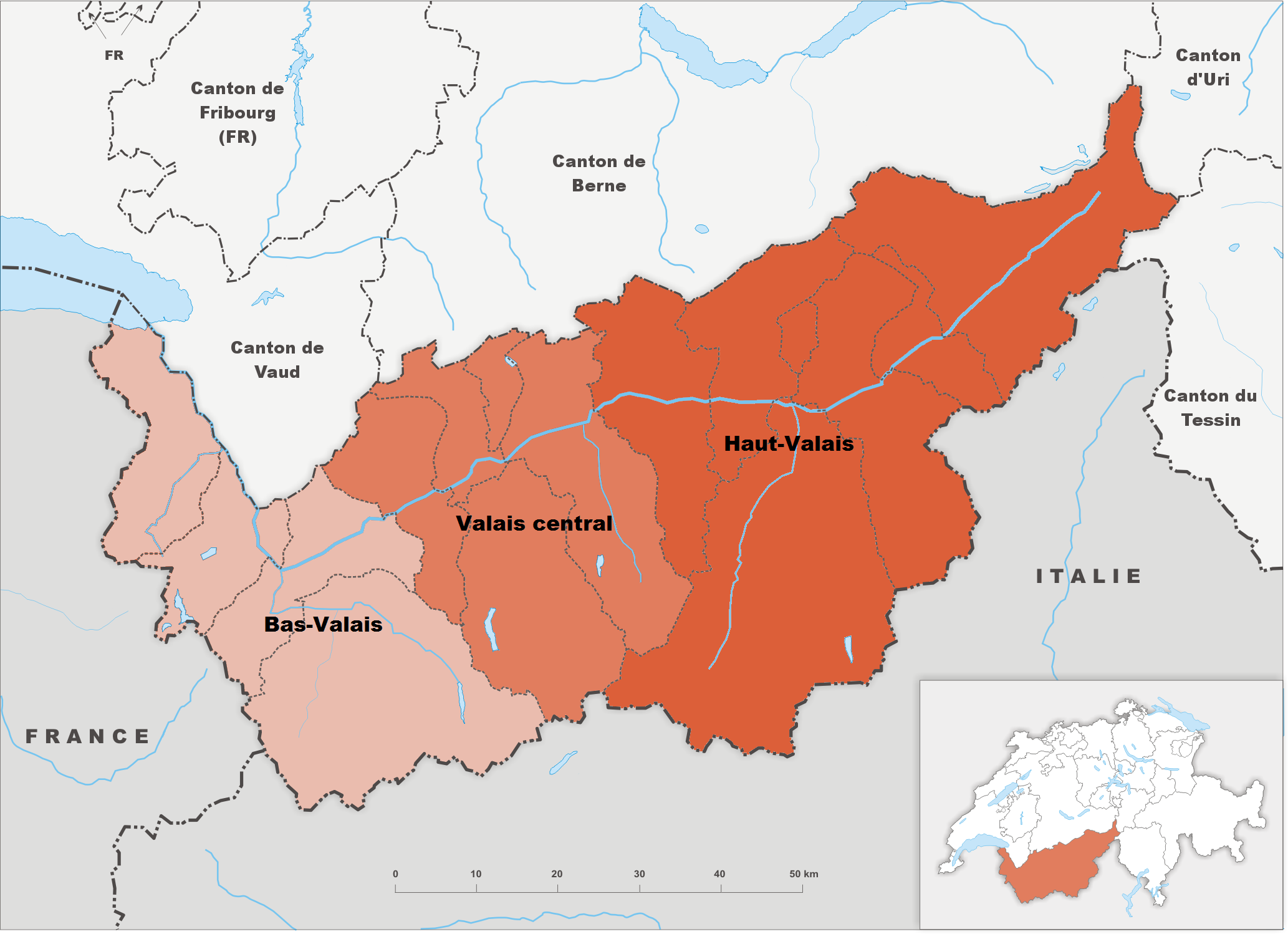
El Alto Valais es la parte oriental (derecha) del Valais.

El Alto Valais (en francés: Haut-Valais; en alemán: Oberwallis) es una región suiza del cantón de Valais. Es la parte germanófona del cantón más allá del Raspille, que marca la frontera lingüística de Valais. El idioma oficial es el alemán pero allí se habla el dialecto alto-valesano.
Se divide en seis distritos: Brig (9), Leuk (14), Raroña oriental (7), Raroña occidental (11), Visp (19), y Goms (12), a su vez divididos en 72 municipios (entre paréntesis).